# トイ・ブル・テリア
トイ・ブル・テリア（英：Toy Bull Terrier）は、イギリスのイングランド原産の絶滅した闘犬用・ネズミ狩り用・愛玩用の犬種である。初期は上記のゲームに使われていたが、愛玩犬として転身してからの歴史の方が長かった。

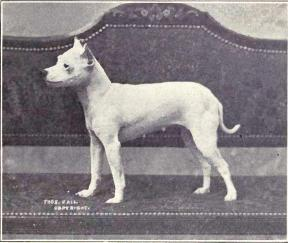
1915年

## 歴史
現在もよく知られていて人気の高い、ブルテリアの小型版犬種であるミニチュア・ブル・テリアを更に小型化した犬種である。弱く見せることでギャンブルとしての闘犬やネズミ狩りの大穴として使われていた。また、獰猛な性格のため闘牛犬としても使われ、1頭の牛を数頭で倒したほか、豚にいたっては1頭でも易々と倒す事ができたという。
後にこのような闘犬などが禁止されると、愛らしい外見であったために貴族のための愛玩犬として飼育されるようになる。しかしながら気性が荒く、「主人の敷地外で散歩をさせるには、その膨大な財力で大型犬や牛馬を隠す必要がある」と皮肉られる事もあった。そのため気性を和らげ、飼育のしやすいペット専用の犬種になるように改良が行われた。これにより貴族だけでなく一般市民にも広く普及して人気を得るまでになった。
かつては日本にも渡ってきたことが有り、スムース・フォックス・テリアなどと交配されて日本テリアの基礎を築いたクロ号が誕生した。ちなみにクロ号はトイ・ブル・テリアの荒っぽい気性を受け継いでおらず、現在の日本テリアのように繊細で穏やかな性格であったといわれている。
しかしながら無駄吠えが多くて見知らぬものには攻撃的になり、病気に弱く繁殖が難しく公認犬種になることができなかったため、徐々に他の犬種にとって代わられ、絶滅してしまった。

## 特徴
もとがブルテリアであるとは考えられないほど小さく華奢な犬種である。外見は現在の人気犬種でたとえると、チワワの頭を持った白いミニチュア・ピンシャーといった容姿である。頭はアップルヘッドでマズルは短く狭く、脚は細くて長い。大きなロウソク型の立ち耳、飾り毛のない細くて長い垂れ尾でスムースコート。毛色はホワイトの単色が主流だったが、ホワイト地にタン、ブラウン、グレーのいずれかの色の斑が入ったものもある。性格は主人には愛情深く忠実で活発だが、見知らぬ人や心を許さない人に対しては攻撃的で即座に排除しようとするかなり凶暴な面が残っていた。体高13～24cm、体重4～5kgの小型犬である。